# Végétalisation

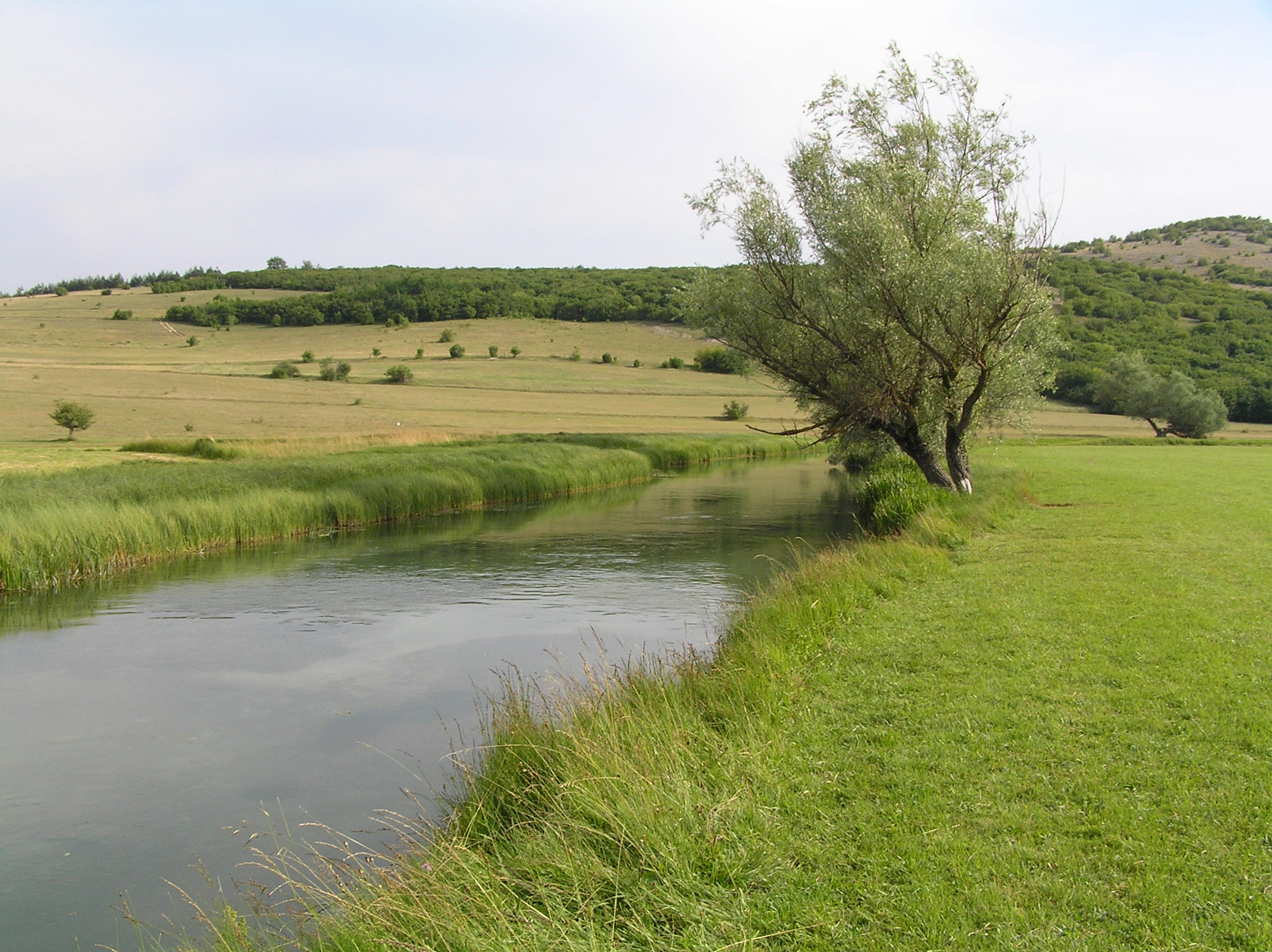
Les « bandes enherbées » des mesures agro-environnementales luttent efficacement contre l'érosion, diminuent la pollution de l'eau et offrent une zone d'expansion de crue. Elles peuvent être extensivement pâturées et/ou fauchées, et jouent éventuellement aussi un rôle de corridors biologiques si elles ne sont pas polluées ni trop isolées d'autres éléments naturels du paysage

La végétalisation (ou revégétalisation) comprend :
- un processus naturel de résilience écologique passant par une re-colonisation spontanée par une flore pionnière (algues, mousses, lichens, graminées, légumineuses, etc.) puis secondaire évoluant vers un stade climacique théorique, en passant par la restauration d'une succession écologique naturelle ;
- un processus volontaire de replantation et de reconstruction du sol des terrains perturbés par l'homme ou à la suite d'une catastrophe naturelle ;
- la végétalisation des toitures et terrasses dans l'architecture (notamment dans le cadre de la HQE (Haute qualité environnementale)), voire de végétalisation des murs.

## Techniques de végétalisation
Il peut s'agir de simples plantations (« Génie végétal » ou « Phytotechnologie »), ou d'un processus plus complexe de « génie écologique » visant à accélérer les processus naturels, par exemple pour réparer les atteintes portées à un paysage à la suite d'un incendie, d'une pollution, d'une exploitation minière, d'inondations, d'un glissement de terrain, de coulées de boue, d'une agriculture intensive ayant conduit à des phénomènes de semelle de labour, de désertification ou de salinisation, etc.
Les premières opération de végétalisation consistaient généralement à épandre des semences et parfois des engrais (synthétiques ou naturels) en surface des terrains à traiter.

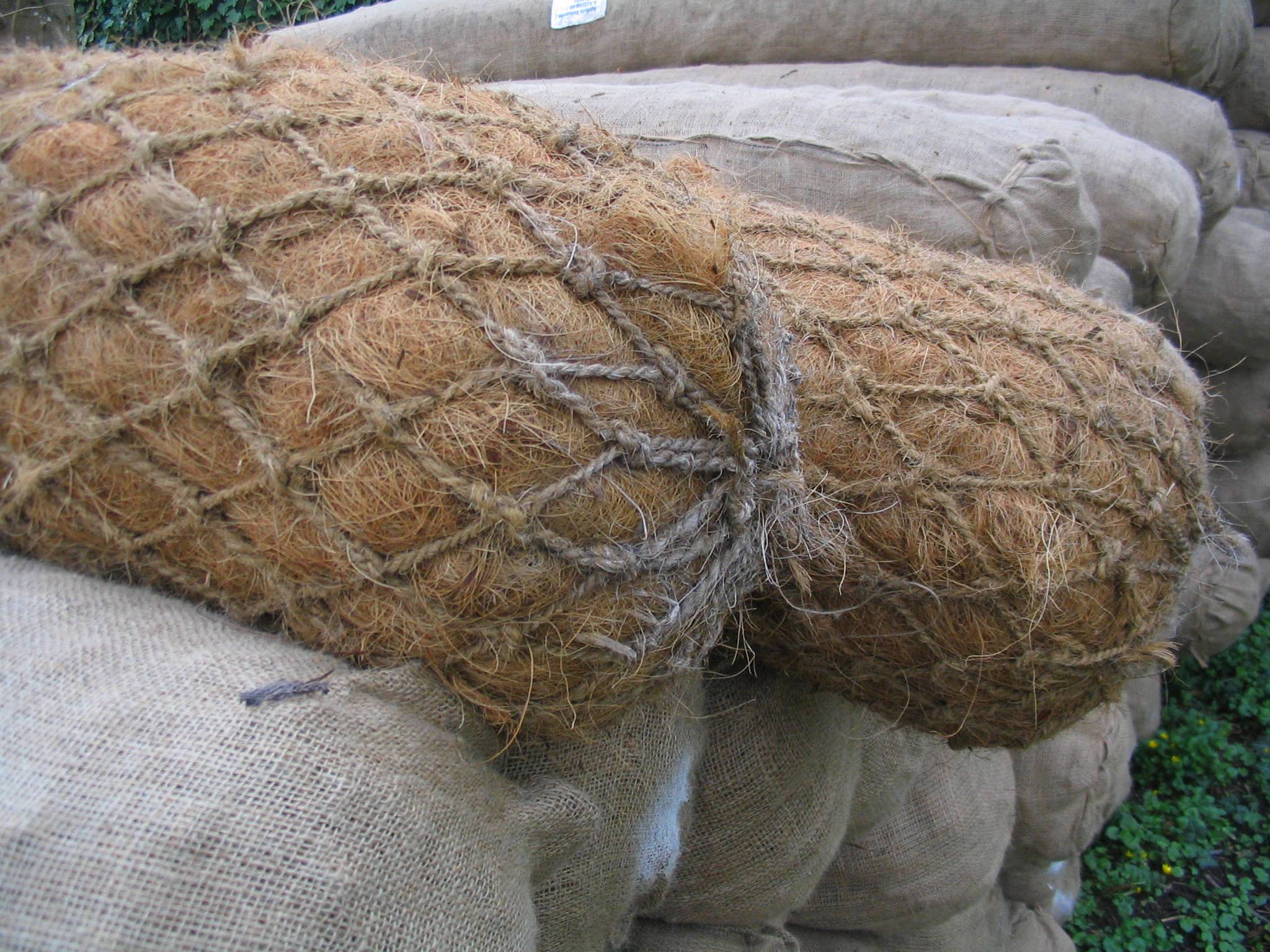
Boudins en fibre de coco pour le maintien et la revégétalisation des berges, origine Pays-Bas.

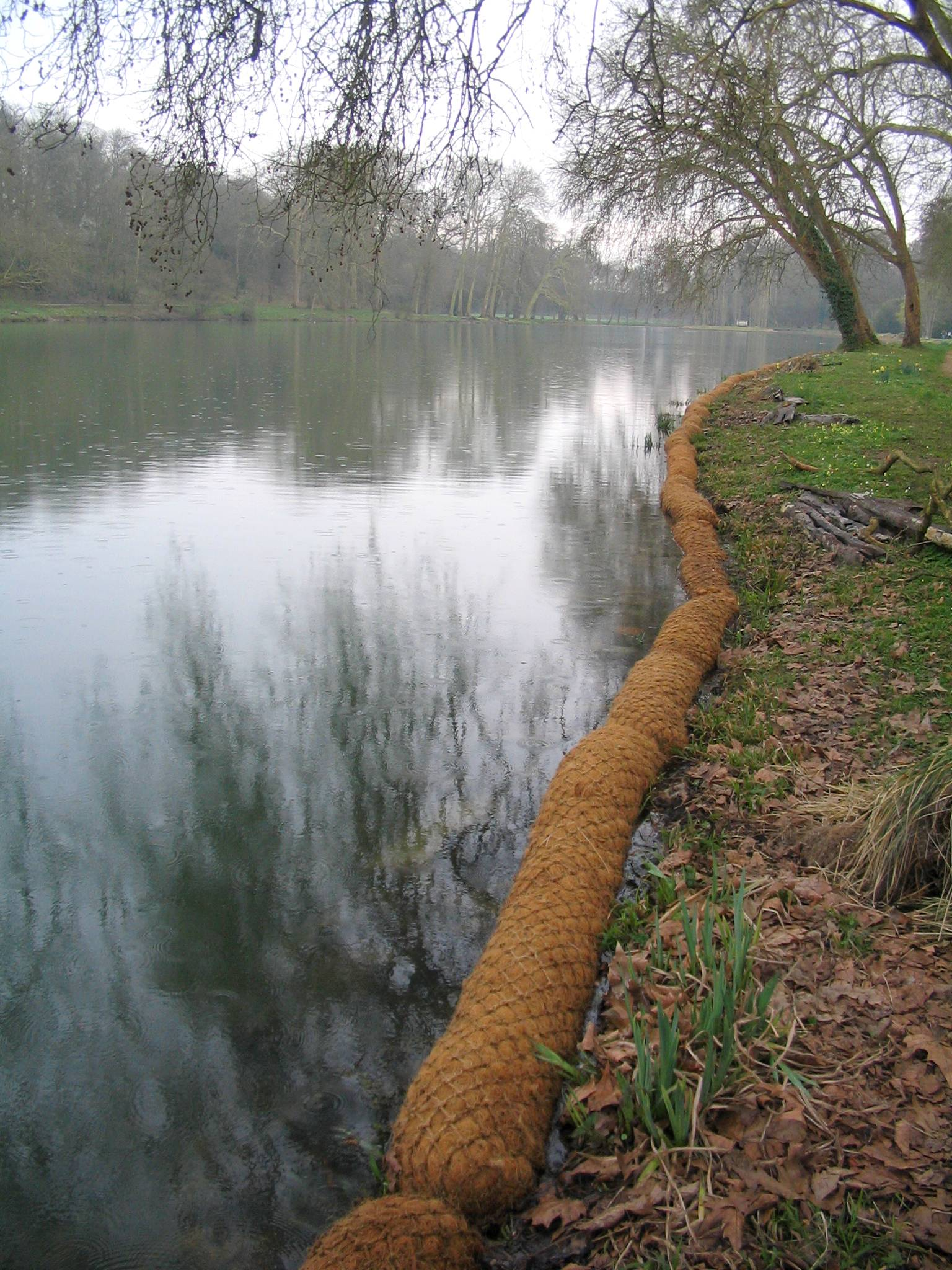
Mise en place des boudins de renforcement en fibre de coco pour la restauration des berges. Parc Jean-Jacques-Rousseau, Mars 2011

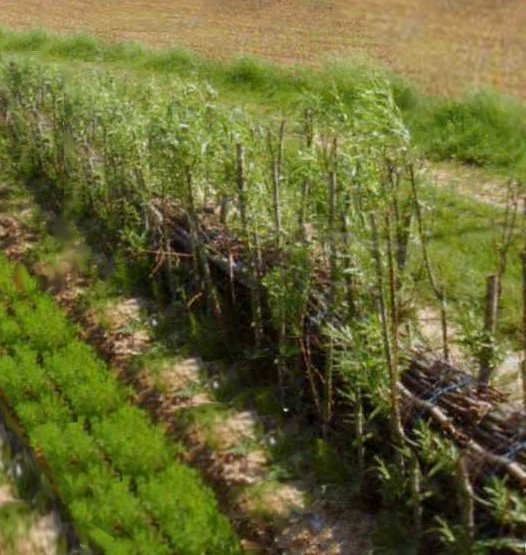
Haie de saules incorporant des fascines en fagots pour stabiliser des terrains soumis au ruissellement, Pas-de-Calais, France

Dans l'hémisphère Nord, et en zone tempérée, il s'agit en général de semences de graminées et/ou de légumineuses (dont trèfle) qui ont la propriété de rapidement ré-enrichir le sol en azote et en matière organique propice à une meilleure rétention et infiltration de l'eau. Le réseau fibreux des racines de graminées contribuant ensuite à fixer durablement cette matière organique, à augmenter la réserve en eau du sol, et à limiter ou complètement bloquer à moyen terme l'érosion des sols, sauf sur les très fortes pentes.
La restauration de berges de cours d'eau à fort courant (ou artificialisées)  implique le recours à des plantes ligneuses. Un tressage de tiges coupées mais vivantes de saules peut permettre (en zone tempérée) la restauration rapide (en quelques mois) d'une première ripisylve, avant installation d'autres espèces. En zone équatoriale ou tropicale, d'autres espèces, à choisir localement, sont appropriées.
Des techniques plus complexes (génie écologique) et parfois nouvelles comme le bois raméal fragmenté (BRF) sont expérimentées, par exemple pour lutter contre l’érosion,, ainsi que des techniques s'apparentant à des « greffes de sol » ou « greffes de berges » très efficaces pour la restauration rapide de berges, de pente et de zones humides. Des mélanges adaptés de graines et de champignons et bactéries peuvent être projetés avec une colle biodégradable sur des parois (falaises de carrières ou chantiers, bermes routières ou de voies ferrées, etc.) pour leur recolonisation accélérée par la végétation.
Le néobocage ou les bandes enherbées font partie des techniques encouragées par l'Europe dans le cadre des mesures agro-environnementales

## Symbioses
Les scientifiques ont découvert que la plupart des plantes poussent mieux ou ont un impérieux besoin de pousser et vivre avec des organismes symbiotes (bactéries fixatrices d'azote, champignons mycorhiziens). On cherche à les identifier pour les incorporer lors de l'ensemencement, dont l'efficacité augmente alors.
Les plantes semées ou de pépinières transplantées sont généralement privées de la communauté d'espèce nécessaire à leur bonne survie et elles ne sont pas toujours adaptées à leur futur milieu. Des différences régionales et locales de populations ectomycorhiziennes expliquent certains échecs ou succès spectaculaires de revégétalisation, notamment dans les zones difficiles (arides, salées, polluées, etc.)
De même, dans le cas des arbres et buissons, les engrais placés au fond des trous de plantation et l'arrosage très abondant, s'ils permettent une reprise apparemment plus rapide, produisent des arbres dont le tissu racinaire s'est mal étendu, qui résistent mal au vent et aux sécheresse. Sans engrais et avec un arrosage minimal ou profond, les racines s'enfoncent ou s'étalent, en fixant mieux à la fois l'arbre et le sol que l'on veut protéger de l'érosion.

## Biodiversité et espèces locales
Biodiversité et espèces locales sont deux facteurs de réussite à long terme.
La diversité (en essence, espèce, populations, gènes...) des espèces rend leurs communautés plus résilientes et stables face aux aléas (climatiques, maladie, stress dû à la pollution, etc.).

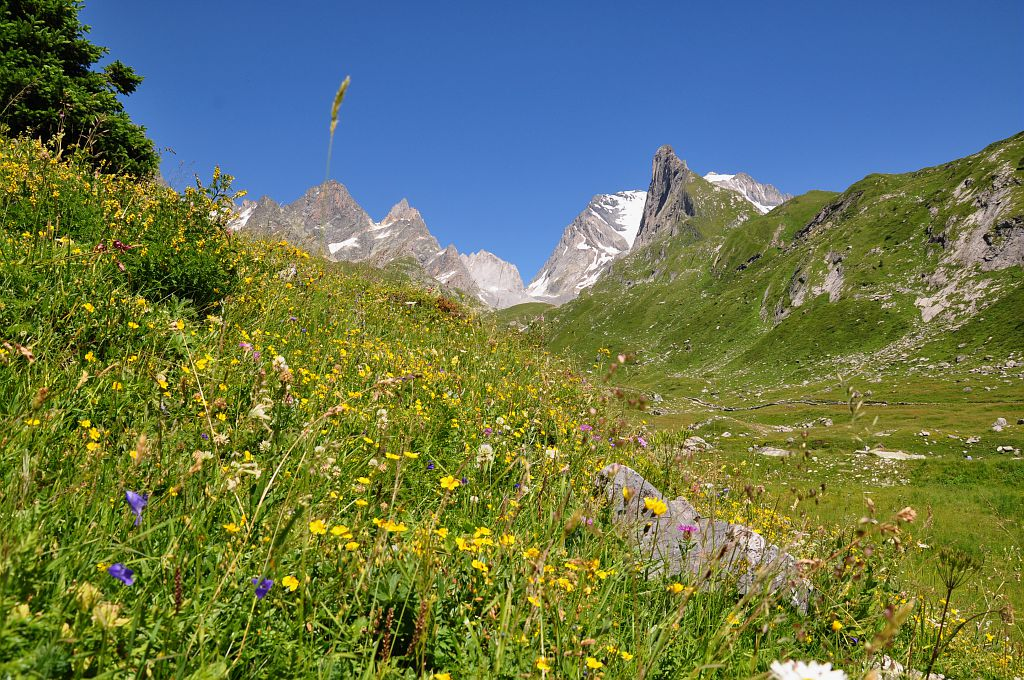
Pour restaurer les espaces montagnards dégradés, des expérimentations de revégétalisation sont menées à partir de semences locales, Pralognan-la-Vanoise, France.

En montagne, par exemple, où le développement touristique s'est accompagné de nombreux aménagements ayant fragilisé les sols et les couverts végétaux (stations et pistes de ski), des opérations de revégétalisation utilisant des semences locales sont expérimentées avec succès pour restaurer ou maintenir la diversité écologique des espaces à préserver. Les semences locales ont l'avantage d'être adaptées et résistantes aux conditions extrêmes d'altitude et permettent par ailleurs de maintenir la diversité écologique propre aux écosystèmes montagnards. Une véritable filière de récolte de semences locales se met en place dans les Alpes soutenue par différents projets transfrontaliers (France, Suisse, et Italie) financés par l'Europe et menés de 2013 à 2018.

## Exemples
En Asie depuis le début des années 2000, de grands programmes de reboisement et de (re)mise en culture de sols dégradés semblent commencer à porter leurs fruits (sans toutefois pouvoir compenser le recul des forêts tropicales naturelles), c'est le cas en Chine.
En Inde, les images satellitaires montrent qu'il y a plus de sols qui ont verdi que de paysages qui ont bruni, mais il s'agit plutôt de cultures irriguées (parfois très consommatrices d'eau, d'engrais et de pesticides), qui ne compensent nullement les pertes de naturalité, d'intégrité écopaysagère et de biodiversité.
D'après les données scientifiques disponibles en 2019, la hausse du taux de CO2 atmosphérique contribue à la croissance de ces végétaux, mais probablement pas de manière aussi importante qu’on ne le supposait auparavant : même si les terres agricoles sont plus verdoyantes et donc plus productives, ces gains ne compensent nullement les dommages environnementaux résultant de la déforestation tropicale.